# Эванилсон
Эванилсон Апаресидо Феррейра, или просто Эванилсон (12 сентября 1975 в Диамантине, Минас-Жерайс) — бразильский футболист. Игрок широкого спектра, который провёл большую часть своей карьеры с «Боруссией Дортмунд», он мог играть на позиции правого защитника либо полузащитника.

## Клубная карьера
Эванилсон начал свою профессиональную карьеру с «Америка Минейро», присоединившись к «Крузейро» на сезон 1999 года. 16 августа того же года он покинул клуб из Белу-Оризонти и подписал контракт с «Боруссией Дортмунд», дебютировав в Бундеслиге 13 дней спустя в матче на выезде против «Ульм 1846», «Боруссия» одержала победу с минимальным счётом. Ситуация с его контрактом была довольно сложной: в 2001 году его соотечественник Марсио Аморозо перешёл из «Пармы» в «Боруссию» за € 25 миллионов. В свою очередь, Эванилсон был продан в противоположном направлении за € 17,5 млн в целях учёта; дортмундский клуб затем получил Эванилсона в аренду за минимальную цену, и в 2003 году по условиям договора «Боруссия» была вынуждена купить его обратно за € 15 миллионов.
В течение четырёх сезонов Эванилсон в немецком клубе эффективно сыгрался с другим бразильцем, Леонардо Деде, прибывшим в клуб на один сезон раньше Эванилсона. В 2002 году «чёрно-жёлтые» выиграли национальный чемпионат (27 игр и один гол от Эванилсона), а также добрались до финала Кубка УЕФА (Эванилсон сыграл девять матчей, семь полных). В свои последние два года в клубе, однако, он редко появлялся на поле из-за нескольких травм (а именно, серьёзное повреждение крестообразной связки). В конце апреля 2005 года он вернулся на родину, присоединившись к «Атлетико Минейро», с которым подписал двухлетний контракт, однако он был досрочно прерван в связи с отсутствием выплаты заработной платы и последующими судебными исками.
17 января 2006 года Эванилсон вернулся в Германию и подписал пятимесячный контракт с «Кёльном», за который сыграл только в одном полном матче против «Ганновер 96» 18 марта, «козлы» проиграли тот матч с минимальным счётом и вылетели из Бундеслиги по окончании сезона. Он завершил свою профессиональную карьеру в возрасте 35 лет, после чего играл ещё в составе трёх различных клубов Бразилии, его последним профессиональным клубом стала его родная команда, «Америка Минейро».

## Международная карьера
Эванилсон сыграл 13 матчей за сборную Бразилии в течение одного года, в том числе две игры на Кубке Америки 1999 года в Парагвае, будучи заменой Кафу, со сборной он одержал победу в данном турнире.
Кроме того, он играл на двух Кубках конфедераций: 1999 года, где он сыграл в четырёх матчах, в том числе разгром со счётом 8:2 в полуфинал Саудовской Аравии, в итоге Селесао завоевали серебро.